# Longquan
Longquan (龍泉市T, 龙泉市S, Lóngquán-shìP) è una città-contea situata nella parte sud-occidentale della provincia cinese dello Zhejiang, nella prefettura di Lishui. È famosa per le sue spade e per essere stata il luogo di produzione del celadon di Longquan durante la dinastia Song.